# Rozsdás Rákolló
A Rozsdás Rákolló, vagy Rozsdás Ráktanya (eredeti név: The Krusty Krab) egy étterem a SpongyaBob Kockanadrág című sorozatban. Az étterem alapítója és tulajdonosa Rák úr, pénztárosa Tintás Tunyacsáp, szakácsa és takarítója pedig Spongyabob Kockanadrág. Az étterem specialitása a herkentyűburger nevű étel. Az étteremmel szemben van a Veszélyes Vödör nevű étterem, aminek tulajdonosa Rák úr üzleti riválisa, Sheldon J. Plankton. Az ő éttermét szinte senki sem látogatja, ezért szeretné megszerezni a herkentyűburger titkos receptjét, ezzel fellendítve a helyet. Az étterem kinézetéhez az új-angliai homárcsapdák adták az alapot.
Rák úr és Plankton kiskorukban a legjobb barátok voltak. Aztán Rák Úr létrehozta a Rozsdás Rákollót. Plankton megépítette a veszélyes vödört. Rák úr megírta a herkentyűburger titkos receptjét, amit senkinek nem mondott meg, csak Jimnek a korábbi szakácsának (ma már Spongyabob Kockanadrág). Még Planktonnak sem mondta meg. Ezért vesztek össze. Jim viszont felmondott, mert nem kapott fizetést a kapzsi főnöktől. Utána Spongyabobot vette fel séfnek, aki nagyszerűen sütötte a herkentyűburgert, bár Jim jobban csinálta. Egyes epizódokban Patrik is ott dolgozott.

## Nevek
A Magyar szinkronban az étteremnek és Plankton éttermének is sok különböző neve volt. Kezdetben még Rozsdás Ráktanyaként emlegették, aztán az első évad néhány részétől már Rozsdás Rákollónak hívták, Plankton étterme pedig a Veszélyes Vödör nevet viselte. A mozifilmben az étterem neve Rákcsáló lett, Plankton étterme pedig Nagy Fogás néven jelent meg. A további évadokban az étterem neve nem változott, Planktoné viszont minden évadban: a negyedikben Lyukas Vödör, az ötödikben csak Vödör, a hatodikban pedig Csámcsogó lett.